# Dagfinnur Halvdanarson
Dagfinnur Halvdanarson oder Dagfinn Halfdansson war um 1400 Løgmaður der Färöer.
Lange Zeit wusste man nichts über die Løgmenn vor 1524, bis in der Königlichen Bibliothek zu Stockholm das Kongsbók (wieder)entdeckt wurde, in dem einige Løgmenn nach Sjúrðurs Zeit (um 1300) verzeichnet waren. Dagfinnur Halvdanarson war der zweite in dieser Reihe. Außer dem Namen und der Datierung weiß man nichts über ihn.